# Веллі (округ, Небраска)
Шаблон:StateAbbr_ 41°34′ пн. ш. 98°59′ зх. д. / 41.57° пн. ш. 98.98° зх. д.
Округ Веллі (англ. Valley County) — округ (графство) у штаті Небраска, США. Ідентифікатор округу 31175.

## Історія
Округ утворений 1871 року.

## Демографія
За даними перепису
2000 року
загальне населення округу становило 4647 осіб, усе сільське.
Серед мешканців округу чоловіків було 2223, а жінок — 2424. В окрузі було 1965 домогосподарств, 1299 родин, які мешкали в 2273 будинках.
Середній розмір родини становив 2,93.
Віковий розподіл населення поданий у таблиці:
| Стать    | До 15 років | 15-21 | 22-29 | 30-39 | 40-49 | 50-65 | 65-85 | Понад 85 |
| -------- | ----------- | ----- | ----- | ----- | ----- | ----- | ----- | -------- |
| Чоловіки | 452         | 189   | 145   | 259   | 341   | 378   | 400   | 59       |
| Жінки    | 463         | 190   | 133   | 266   | 328   | 388   | 519   | 137      |

## Суміжні округи
- Гарфілд — північ
- Вілер — північний схід
- Грілі — схід
- Шерман — південь
- Кастер — захід